# J.C. Bloem

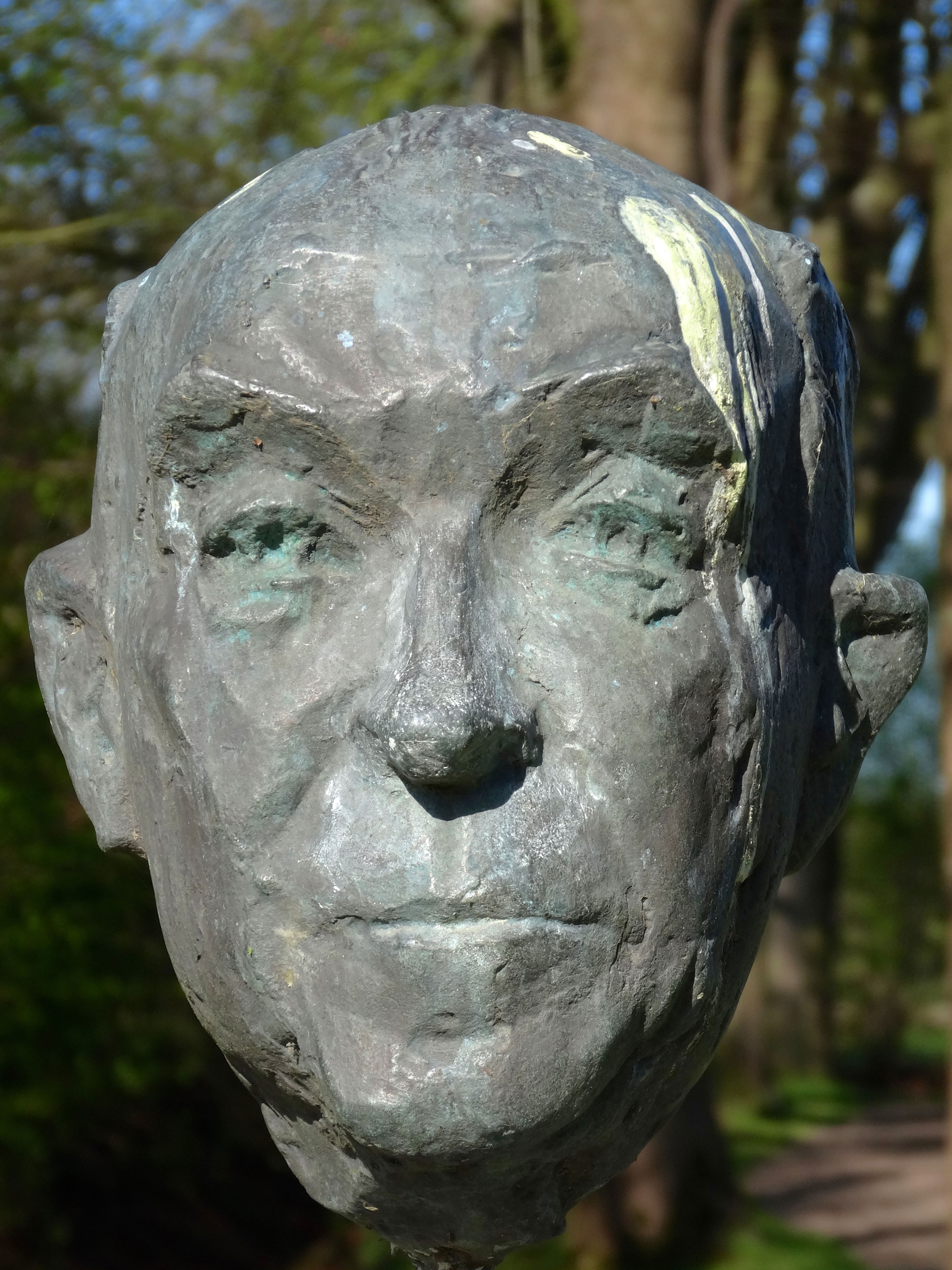
Bloem door Titus Leeser in Paasloo

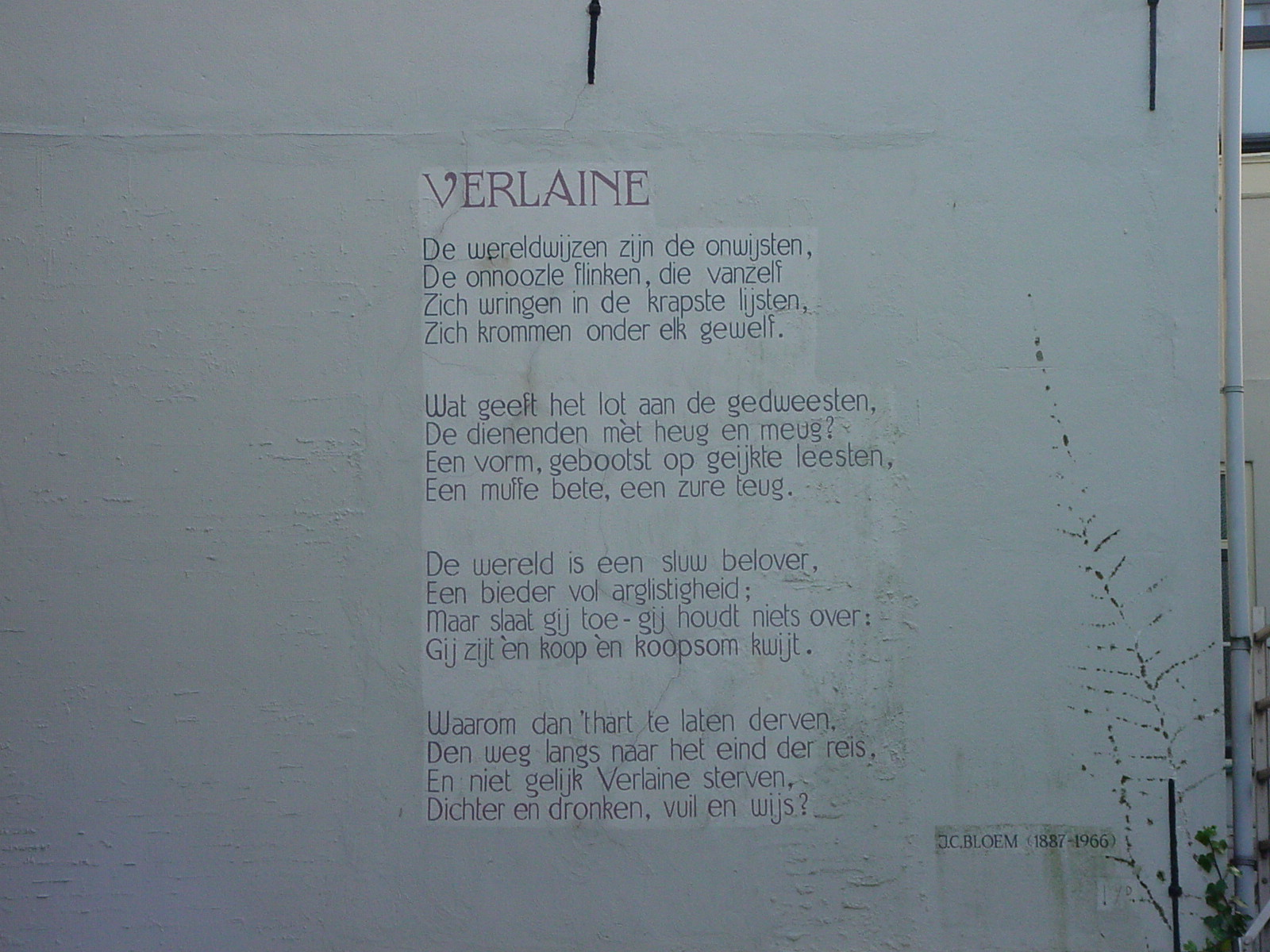
J.C. Bloem - Verlaine, een muurgedicht in Leiden

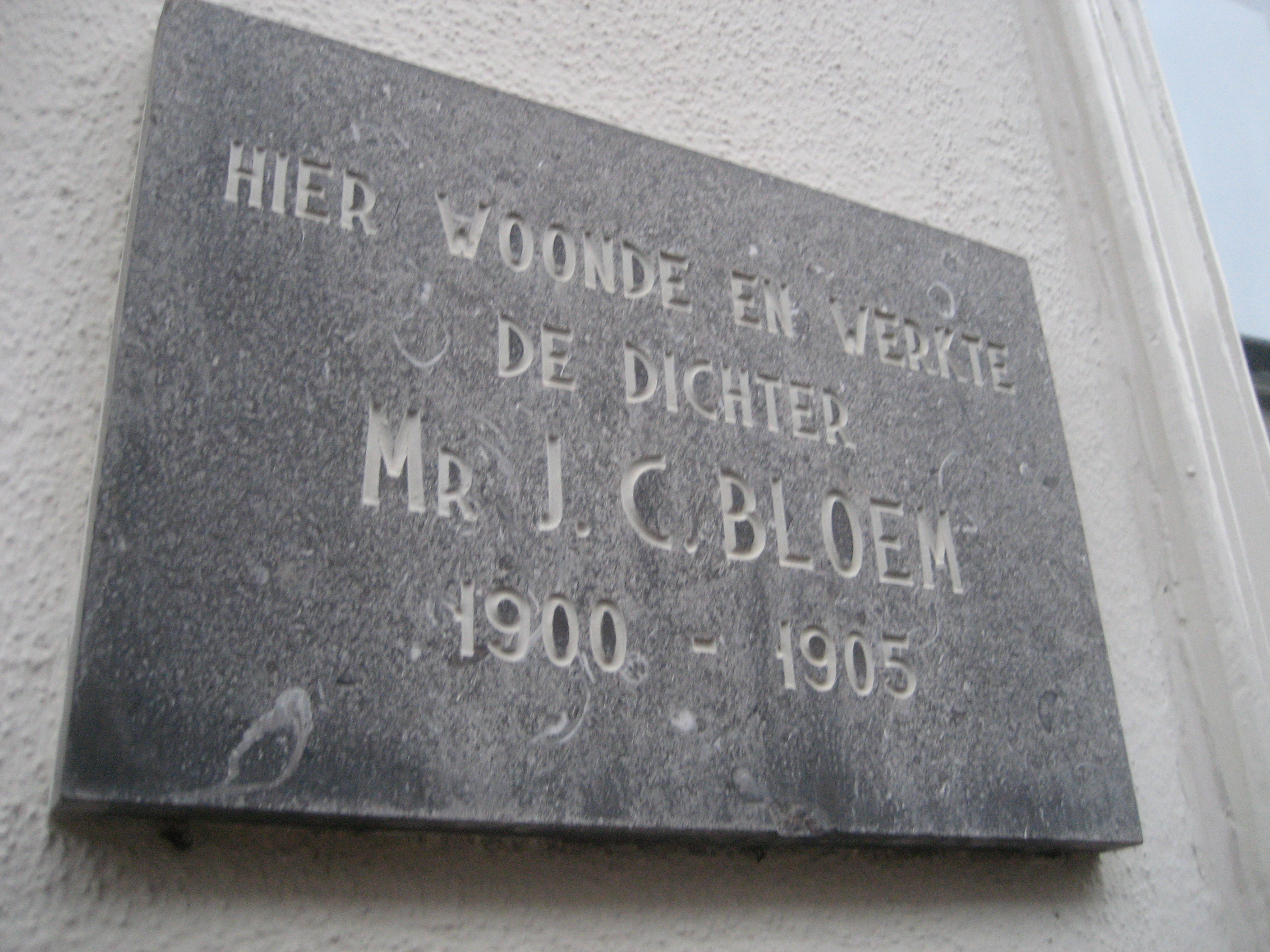
Gedenksteen voor Bloem in Leiden

Jakobus Cornelis (Jacques) Bloem (Oudshoorn, 10 mei 1887 – Kalenberg, 10 augustus 1966) was een Nederlands dichter en essayist over poëzie.

## Leven en werk

### Jeugd
De grootvader van Jacques Bloem, Jacobus Cornelis Bloem, werd geboren in Tilburg in 1822 en was minister van Financiën in het conservatieve kabinet-Heemskerk Azn. Zijn zoon Jacobus Willem Cornelis Bloem, de vader van Jacques Bloem, werd in 1886 burgemeester van Oudshoorn bij Alphen aan den Rijn en trouwde met Catharina Maria Anna van Eck.
Jacques Bloem was hun eerste kind. Hij groeide op in een grootburgerlijk en beschermd milieu. Bloem was enkele jaren leerling aan de Leidse HBS. Grootvader Bloem liet in 1902 een erfenis na, waarop vader Bloem ontslag nam en het gezin zorgeloos kon leven in een villa te Amersfoort. Het vermogen ging verloren in 1904, vermoedelijk door malversaties van de vermogensbeheerder. Dit droeg bij aan Bloems wantrouwen tegen de 'boze buitenwereld'. In 1914 werd de vader benoemd tot burgemeester van Stad Hardenberg en daarom verhuisde het gezin in 1915 naar Almelo. Het beschermde milieu had grote invloed op Jacques, die het later zou ervaren als een 'verloren paradijs', waarnaar geen terugkeer mogelijk was. Op school toonde hij zich een zeer matige leerling, maar hij was voorbestemd voor de rechtenstudie.

### Poëzie
Sinds ongeveer 1903 ontwikkelde Jacques Bloem, vermoedelijk geïnspireerd door werk van Jacques Perk, zich tot dichter. In 1908 ontmoette hij Jan Greshoff en even later ook P.N. van Eyck, die een belangrijke stimulerende rol in zijn ontwikkeling als dichter hebben vervuld.
Na enkele vergeefse pogingen werden enkele gedichten in 1910 toch geplaatst in het tijdschrift De Beweging van Albert Verwey. De vroege poëzie toont invloeden van P.C. Boutens. In later werk is vooral de invloed van Karel van de Woestijne merkbaar.
Bloem was intelligent, maar toonde geen enkele werkdrift ten aanzien van zijn studie. Veel geld gaf hij uit aan boeken en later ook aan drank, waarbij hij zich in de schulden stak. In 1915 werd hij ernstig ziek door pleuritis. In 1916 promoveerde hij aan de Rijksuniversiteit Utrecht tot doctor in de rechtswetenschap op 24 stellingen, merendeels 'geleend' van P.N. van Eyck. Daarna begon een nieuwe lijdensweg, omdat hij nu een baan moest aanvaarden op de gemeentesecretarie te Amsterdam. Ook van de nieuwe woonplaats van zijn ouders, Almelo, had hij een diepe afkeer. Zijn baan, en ook de volgende banen, hield hij niet lang vol. Liever was hij burgemeester, maar toch weigerde hij na de dood van zijn vader diens burgemeesterspost te Stad_Hardenberg, die hem werd aangeboden. Slechts het redacteurschap van de Nieuwe Rotterdamsche Courant (1920-27), dat hem naar Rotterdam bracht, hield langere tijd stand. In 1921 kwam zijn debuutbundel Het Verlangen uit.
In 1925 ontmoette Bloem, als gecommitteerde voor Frans en Engels bij het eindexamen HBS, de 20 jaar jongere Clara Eggink. Ze trouwden in 1926, maar Bloem had een ideaalbeeld van een jonge vrouw voor ogen waaraan geen mens kon voldoen. De geboorte van hun zoon Wim in 1927 bracht hen tijdelijk tot elkaar, maar vrijwel gelijktijdig werd Bloem ontslagen bij de NRC wegens gebrek aan ijver en persoonlijke conflicten. In 1928 werd hij benoemd tot griffier in De Lemmer en het echtpaar vestigde zich in Sint Nicolaasga, waar hij spoedig weer over eenzaamheid klaagde. Wel kregen zij bezoek van vele bevriende dichters en schrijvers zoals E. du Perron, Hendrik Marsman, J.J. Slauerhoff en Theun de Vries.
Na een periode van geringe productiviteit begon Bloem omstreeks 1930 weer meer te schrijven. Het waren verinnerlijkte gedichten, die een sombere levensvisie vertolkten. In 1931 ging het gezin in Breukelen wonen, waar Bloem griffier werd bij het kantongerecht, maar weinig ijver toonde. Ook bleek zijn huwelijk met Eggink een onmogelijke relatie gezien het grote contrast tussen beide personen: zij jong, sportief, dynamisch, mooi en ambitieus - hij dik, vaak dronken, lui en afwezig. In 1932, het jaar waarin zijn moeder overleed, scheidden Bloem en Eggink. Eggink trouwde daarna met dichter Jan Campert. Ook in 1932 verscheen in De Gids van de hand van hoofdredacteur Martinus Nijhoff een recensie van Bloems zojuist uitgekomen bundel Media Vita, die leidde tot een conflict tussen Bloem en Nijhoff.
Nadat het kantongerecht in Breukelen was opgeheven woonde Bloem op verschillende adressen. Hij kwam terecht in Kijkduin, waar Clara Eggink bij hem inwoonde, en verhuisde in 1936 dan weer naar Den Haag, waar Bloem het jaar tevoren een baantje bij het Ministerie van Sociale Zaken had gekregen, dat hij tot 1942 volhield. In 1939 ging hij weer bij Clara Eggink wonen nadat zij gescheiden was van Jan Campert. Ondertussen kwam in 1937 zijn bundel De Nederlaag uit. Zoals de titel al aangeeft straalt ook deze een sombere levensvisie uit.

### Jaren veertig en vijftig
De bezetting in 1940 noodzaakte hem naar een pension in Voorburg te verhuizen. In 1942 werd hij griffier te Zutphen. Hij verbleef in pensions in het naburige Warnsveld. Hij nam ontslag in 1945. Na de bevrijding woonde hij in Zutphen, weer korte tijd met Clara Eggink. Zij vertrok naar Amsterdam en in 1946 ging ook hij daarheen. In 1947 kwam de bundel Quiet though sad uit, met tien gedichten, waaronder het bekende 'De Dapperstraat'.
Nadat Adriaan Roland Holst een bezoek aan Zuid-Afrika had gebracht, volgde Bloem diens voorbeeld in 1947. Hij bezocht daar zijn vriend Greshoff. Omstreeks deze tijd kwam ook zijn algemene erkenning als dichter. In 1947 werden zijn Verzamelde gedichten uitgegeven, en ook ontving hij belangrijke literaire prijzen, zoals in 1949. In 1952 werd hij benoemd tot Officier in de Orde van Oranje-Nassau.
In 1952 verscheen een van Bloems bekendste gedichten, 'Insomnia', voor het eerst in druk – in de Schrijversalmanak voor het jaar 1953.

### Einde

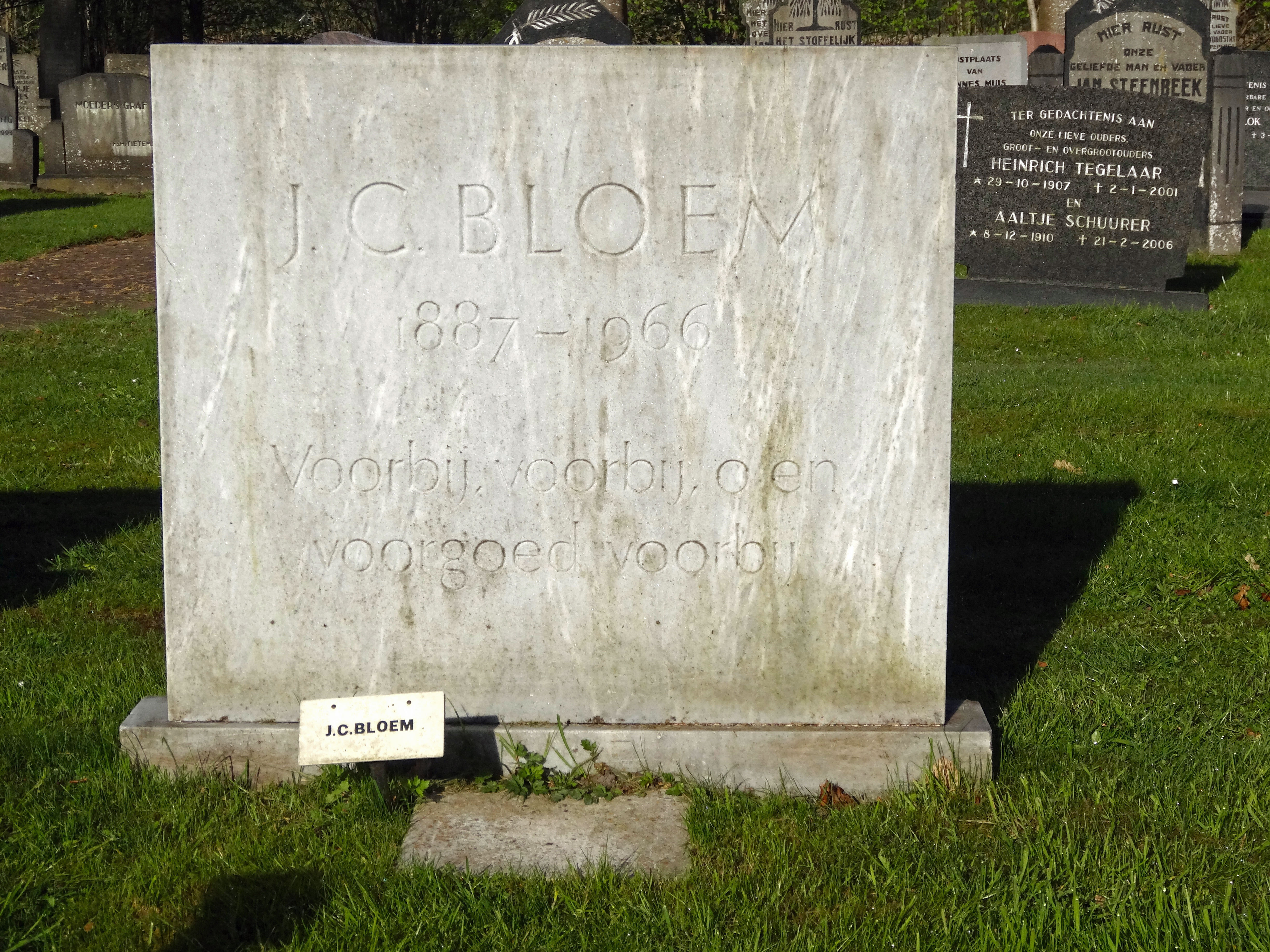
Grafzerk van Bloem in Paasloo met de tekst "Voorbij, voorbij, o en voorgoed voorbij"

In 1959 verhuisde Bloem op verzoek van Clara Eggink naar Kalenberg, waar zij met haar woonboot De Wijze Uil aangemeerd lag. De naastgelegen boerderij werd opgeknapt en daar sleet Bloem zijn laatste jaren. Er verschenen bloemlezingen en voor het eerst vond hij enig geluk en enige vrede. Maar slechts kort: door een reeks hersenbloedingen, de eerste in 1963, alsmede door pernicieuze anemie werd zijn leven steeds zwaarder. Na een vierde hersenbloeding overleed hij in 1966. Clara Eggink en hij liggen begraven te Paasloo.

## Betekenis van Bloems werk
Bloems werk is doordrongen van verlangen naar een ideaal verleden dat nooit als zodanig bestaan heeft. Door het werkelijke leven ontgoocheld, wist hij tevens dat zijn verlangen nimmer bevredigd kon worden: noch door zoekend te zwerven, noch door de liefde, noch door zich terug te trekken uit de wereld. Slechts zijn dichterschap bood een weg tot omgang met dit verlangen.
Op latere leeftijd nam het besef van ontgoocheling toe en speelde berusting in het noodlot een allengs grotere rol. Ook de dood speelt in zijn rijpere werk een grote rol. Toch bevat zijn werk ook gedichten waarin sprake is van innerlijke rust, juist bij het aanschouwen van zaken die in eerste instantie treurigheid zouden kunnen opwekken, zoals het inktzwarte water van een kanaal, of 'grauwe, stedelijke wegen'.
Bloems esthetisch hoogstaande poëzie is doordesemd van het besef dat wij op deze wereld zijn gezet om te sterven. Het gedicht Insomnia uit 1951 is hiervan de beste illustratie, waarvan de eerste strofe afsluit met de regel: "En elk zijn is tot niet-zijn geschapen".

## Bekende versregels
- Denkend aan de dood kan ik niet slapen, / En niet slapend denk ik aan de dood — Insomnia
- Altijd november, altijd regen, / Altijd dit lege hart, altijd — November
- Is dit genoeg: een stuk of wat gedichten, / Voor de rechtvaardiging van een bestaan — Dichterschap
- Natuur is voor tevredenen of legen / En dan: wat is natuur nog in dit land? / Een stukje bos, ter grootte van een krant — De Dapperstraat
- Alles is veel, voor wie niet veel verwacht — De Dapperstraat
- Domweg gelukkig, in de Dapperstraat — De Dapperstraat
- Voorbij, voorbij, o, en voorgoed voorbij — Herinnering, tevens Bloems grafschrift
- Niet te verzoenen is het leven. / Ten einde is dit wellicht nog 't meest: / Te kunnen zeggen: het is even / Tussen twee stilten luid geweest. — Zondag

## Bloems relatie met vrouwen
Volgens biograaf Bart Slijper had Bloem een voorkeur voor jonge fabrieks- en dienstmeisjes. Zij wekten zijn seksuele appetijt op. Aan Aart van der Leeuw schreef hij na zijn oog te hebben laten vallen op een twaalfjarig meisje: "Men schijnt zoiets in 't algemeen pervers te vinden: zou het een oratio pro domo zijn als ik zeg, dat ik dit niet zoo vind? Er is iets in dit rijpende van een kind, dat nog in 't geheel geen vrouw is, en waaromheen toch al zoo iets vaag-vrouwelijks, iets wordend en groeiend is, wat mij bovenal aantrekt."

## Bloem en het fascisme
Bloem werd, wellicht gevoed door zijn ouderlijk milieu, aangetrokken tot de reactionaire opvattingen van de Action Française van Charles Maurras, die geloofde in een van nature vastgelegde, hiërarchische ordening van de samenleving, die werd 'bedreigd' door zowel liberalisme als socialisme. De moderniteit en de Joden zijn de zondebok. In 1921 schreef hij in een brief aan P.N. van Eyck: "Die vervloekte pro-Joodschheid bv. die haast alle Christenen slachtoffer maakt van de Joodsche wereld-kongsi, ter wille van het chimeresk gelijkheidsidee".
In 1933 werd hij lid van de NSB. In de NSB werd hij evenwel spoedig teleurgesteld toen hij ontdekte dat NSB-leider Anton Mussert, bij wie hij te gast was, niet eens van het bestaan van Maurras afwist. Op 3 januari 1934 bedankte hij als lid.
Aanvankelijk bewonderde hij Hitler en Mussolini en noemde het Derde Rijk een bewonderenswaardige schepping. Hij sprak zich uit voor een stevig staatsapparaat met militaire ondersteuning. Na de Duitse aanval op Nederland in 1940 en het bombardement op Rotterdam leek zijn enthousiasme voor het Derde Rijk enigszins te bekoelen. Hij weigerde toe te treden tot de Nederlandsche Kultuurkamer. Deze ommekeer voorkwam dat hij afgleed naar collaboratie.
Tijdens de bezetting vroeg hij zich wel uit opportunisme af of Joodse onderduikers hun geld niet op zijn bankrekening konden deponeren, met de woorden: "In dezen tijd van Jodenvervolgingen moeten, dunkt mij, die 2000 NLG toch te vinden zijn?"

## Prijzen
- 1949 - Constantijn Huygens-prijs voor zijn gehele oeuvre
- 1952 - P.C. Hooft-prijs voor Avond
- 1965 - Prijs der Nederlandse Letteren voor zijn gehele oeuvre

## Bibliografie

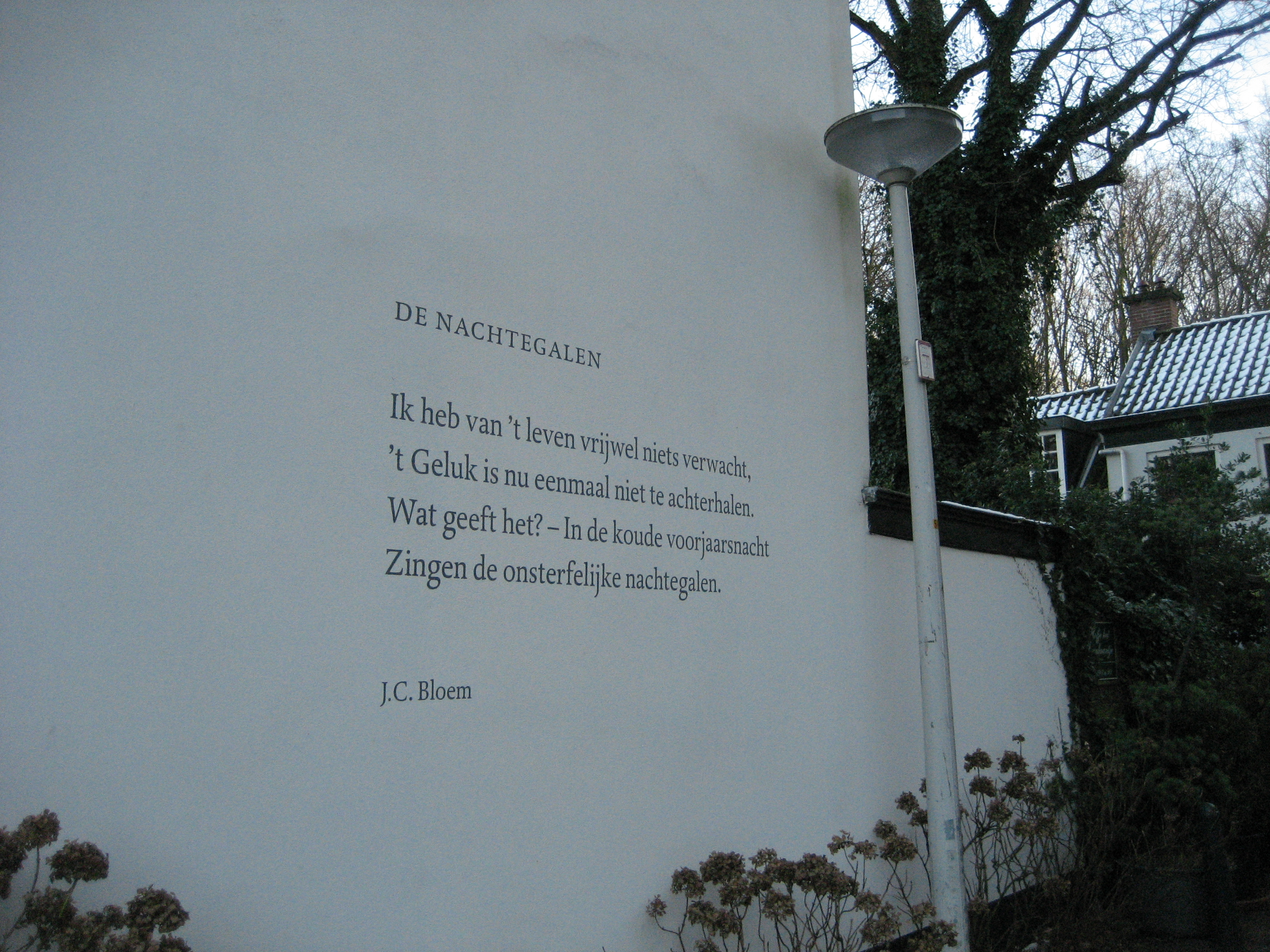
De nachtegalen als muurgedicht in Den Haag

## Vernoemingen
In 2003 is door de Stichting Mr. J.C. Bloem-poëzieprijs te Steenwijk voor het eerst de tweejaarlijkse J.C. Bloem-poëzieprijs voor 'beste tweede bundel' uitgereikt.
In zeven Nederlandse gemeenten bevindt zich een J.C. Bloemstraat, -laan, -plein of -hove.